# Глюксбург
Глюксбург (на немски: Glücksburg; на датски: Lyksborg) е град в Шлезвиг-Холщайн, Германия, с 5850 жители (2015). Намира се на Балтийско море, близо до Фленсбург. Глюксбург е най-северният град на Германия.